# Künstlerhaus (Leipzig)

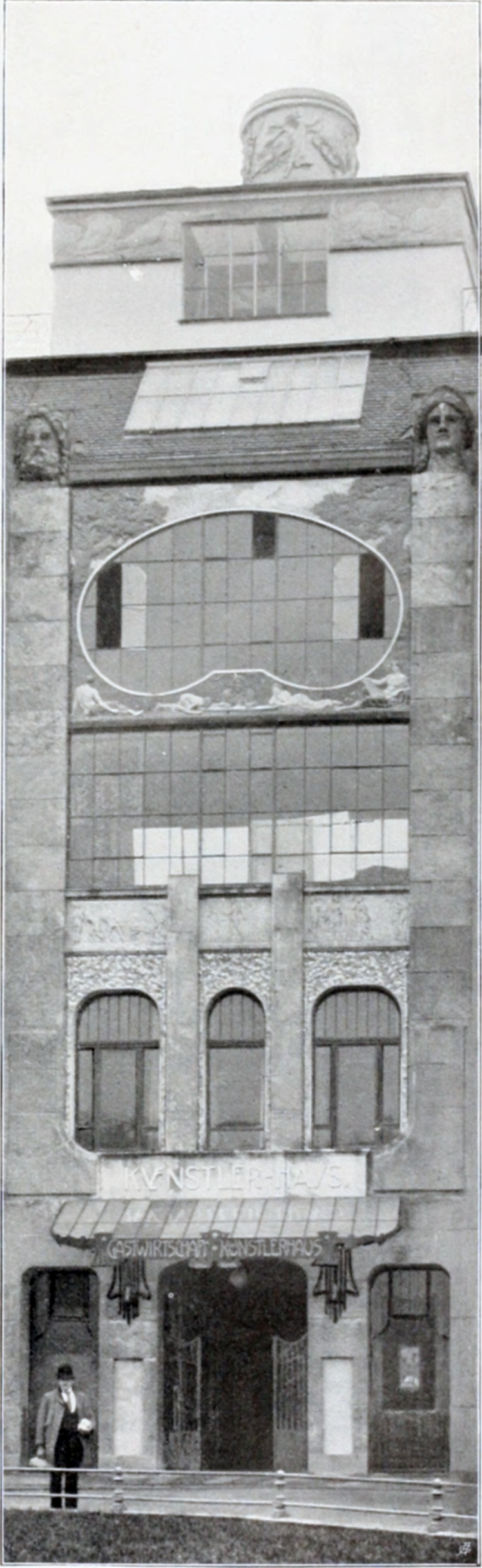
Die nur 8,50 Meter breite Straßenfront des Künstlerhauses

Das Künstlerhaus in Leipzig war das Vereinshaus des Leipziger Künstlervereins. Das von 1899 bis 1900 erbaute und im Zweiten Weltkrieg zerstörte Gebäude am heutigen Nikischplatz war ein Bauwerk des Leipziger Jugendstils.

## Wettbewerb

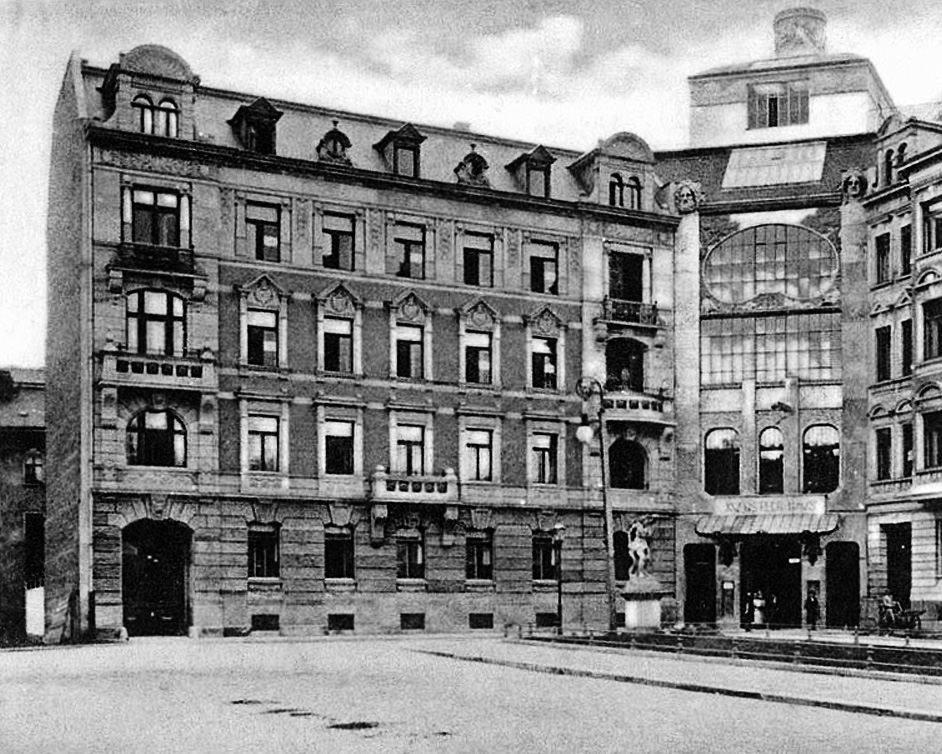
Platz am Künstlerhaus mit der Straßenfront des Künstlerhauses

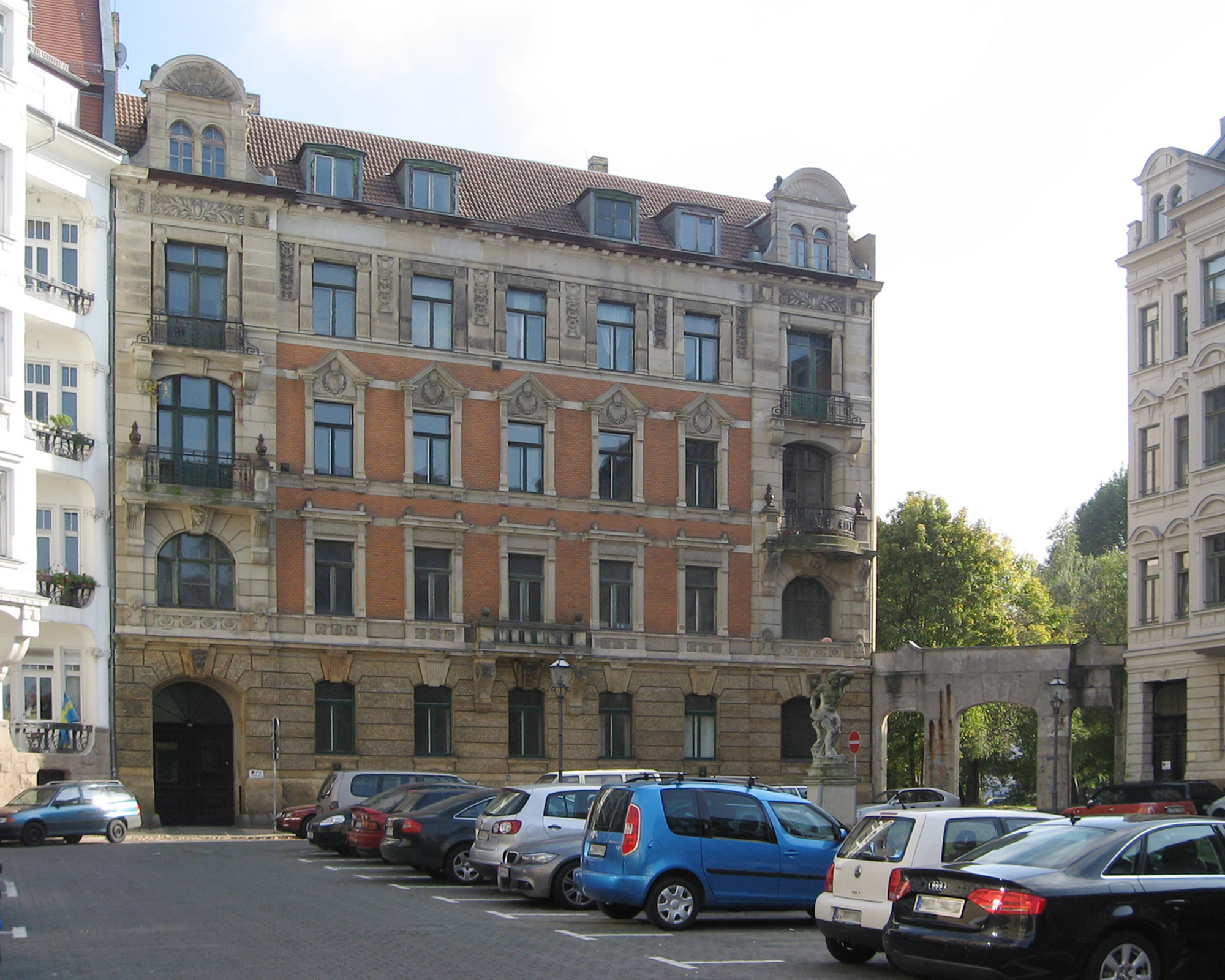
Nikischplatz im Jahr 2010 mit dem erhaltenen Portal des Künstlerhauses

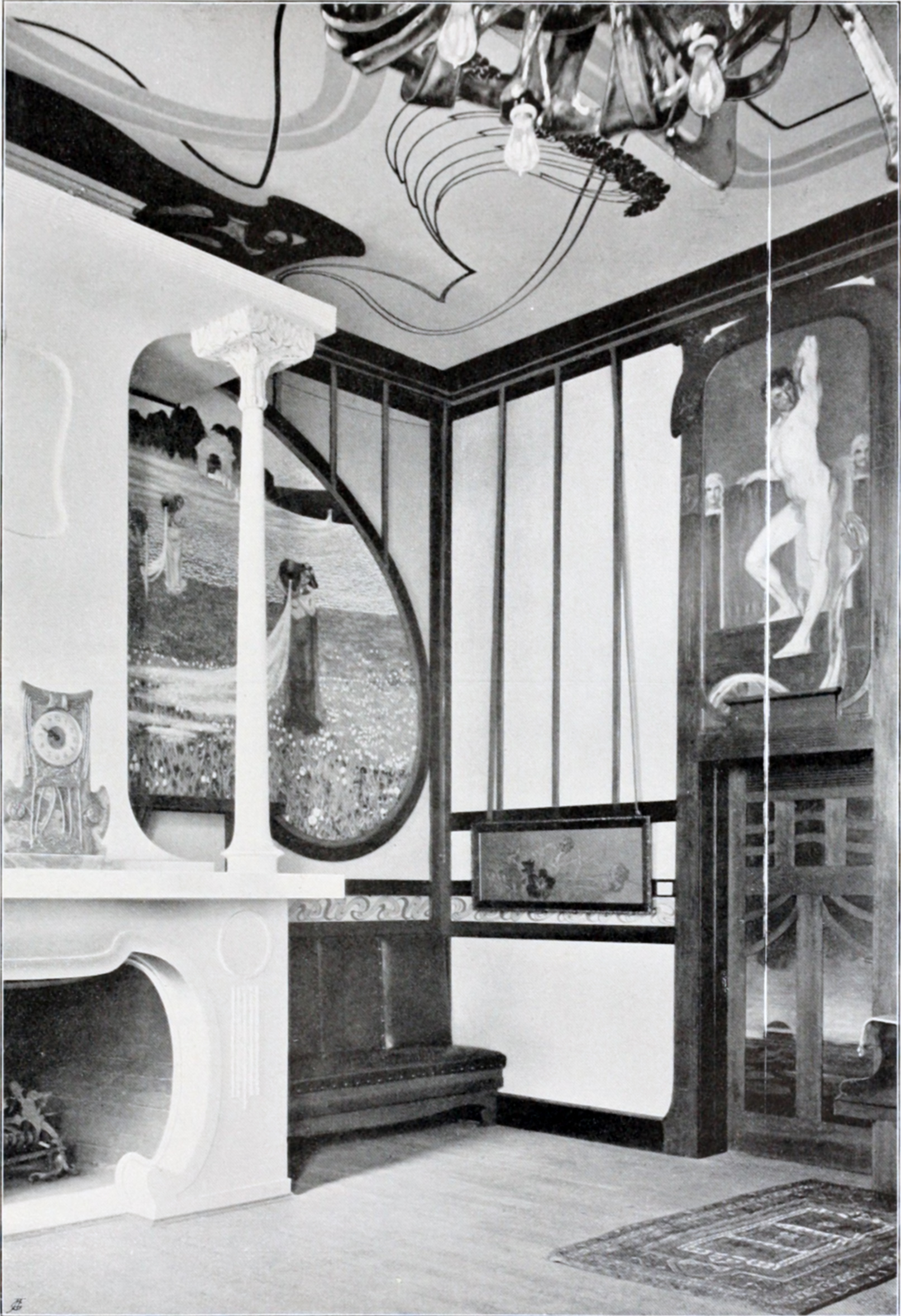
Klubzimmer

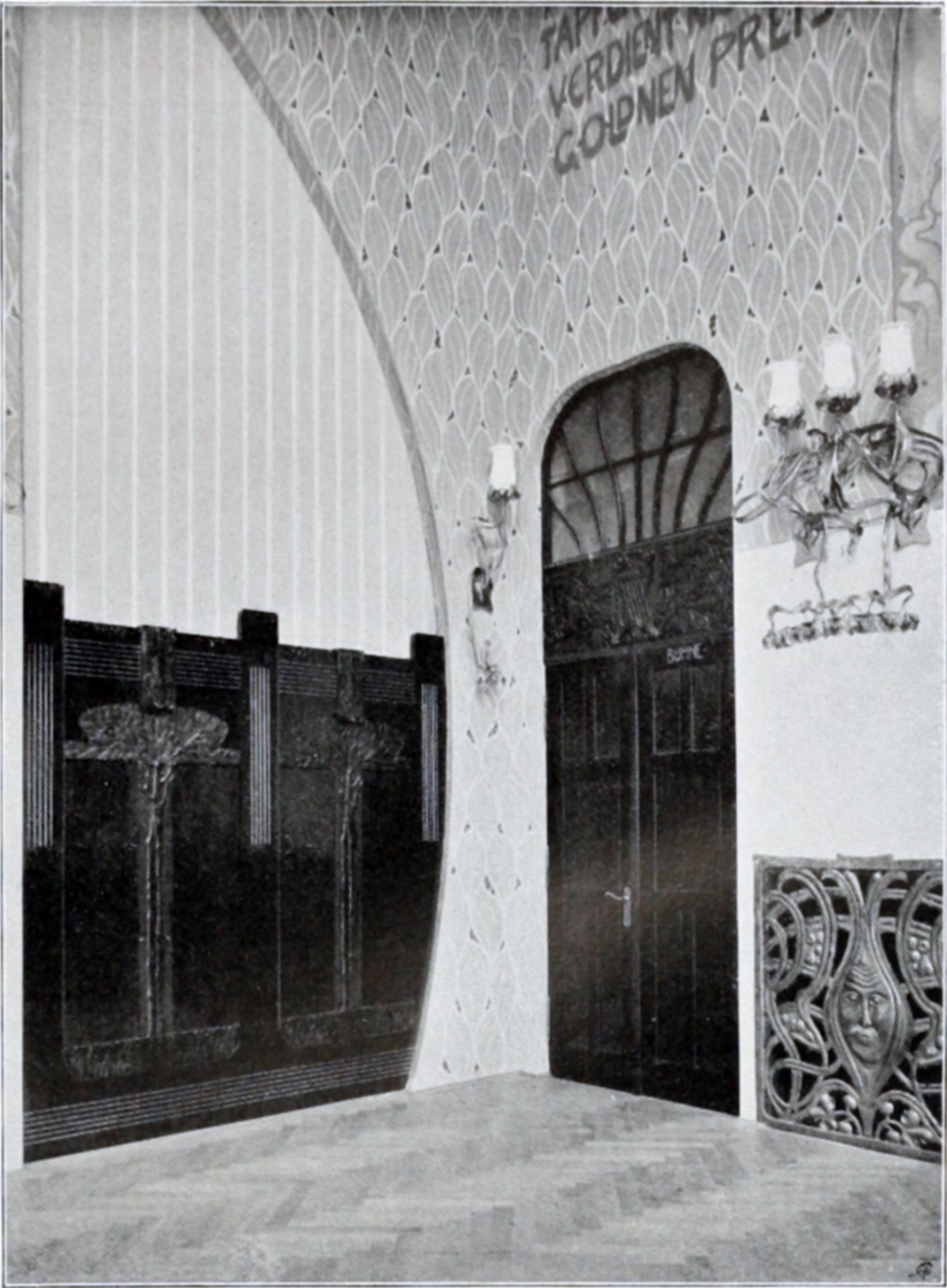
Festsaal

Der 1858 im Schützenhaus an der Wintergartenstraße gegründete Leipziger Künstlerverein, ein Zusammenschluss bildender Künstler und Architekten, hatte sich an unterschiedlichen Orten getroffen, zuletzt im Italienischen Garten, Lessingstraße 30. Im März 1899 beschloss der Bauausschuss des Vereins, einen Architekturwettbewerb zum Bau eines neuen Vereinshauses auszuschreiben.
Die Wettbewerbsteilnehmer hatten die schwierige Aufgabe, einen Neubau auf einem bis dahin als nicht bebaubar geltenden Grundstück am Ende der Bosestraße zu planen. Das zwischen heutigem Nikischplatz und Zentralstraße befindliche Grundstück liegt in der äußeren südlichen Ecke des Nikischplatzes, wo sich zwei rechtwinklig zueinander stehende Wohnhäuser bis auf den geringen Abstand von 8,50 Metern nähern, sodass nur diese Breite an die öffentliche Straße grenzt. Außerdem verläuft über das Grundstück ein öffentlicher Durchgang zur Zentralstraße, der als Grunddienstbarkeit im Grundbuch eingetragen war und bei einer Bebauung erhalten bleiben musste. Der L-förmige Bauplatz mit mehr als 2.000 m² Grundfläche und einer Tiefe von über 60 Metern war daher nahezu unverkäuflich.
Der erste Preis ging an den Wettbewerbsentwurf „Frühling“ des Leipziger Architekten Fritz Drechsler. Drechsler wurde daraufhin mit der Ausführung beauftragt; der Bau gilt heute als sein Hauptwerk. Trotz geringer zur Verfügung stehender finanzieller Mittel konnte er für die künstlerische Ausgestaltung des 1900 fertiggestellten Gebäudes eine große Anzahl jüngerer einheimischer Künstler verpflichten. 20 Leipziger Bildhauer und Maler beteiligten sich am Bau bzw. seiner Ausstattung, unter ihnen Max Klinger, Carl Seffner, Adolf Lehnert, Johannes Hartmann, Franz Bender und Werner Stein.

## Architektur

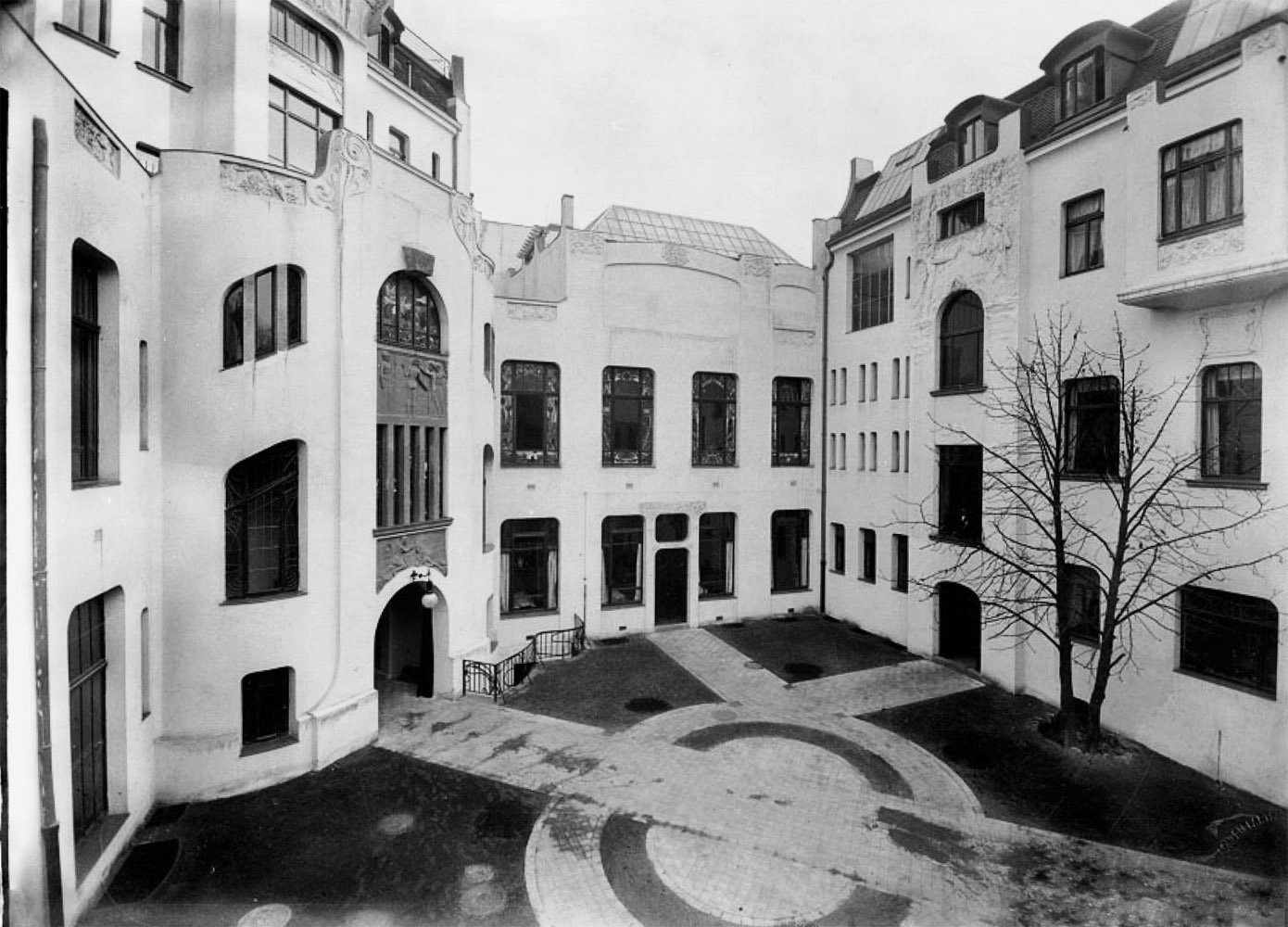
Im Innenhof

Die Gliederung des Baukörpers, besonders der Dachzone, gab dem Haus ein eigenwilliges Aussehen. Die schmale Fassade zum Nikischplatz hin war durch die großen Glasflächen der Atelierfenster bestimmt. Das obere nierenartig geformte Fenster von Franz Bender war von einem farbigen, von Adolf Lehnert geschaffenen Majolika-Relief umgeben.
Zwischen zwei großen Steinpfeilern, die in antiken Hermen endeten, schlossen nach oben hin leicht bewegte Horizontgliederungen die aus leichten Eisensprossen bestehende Fassade gegen die Dachterrasse ab. Weitere Gestaltungselemente waren schmückende Reliefs und farbige Keramik.
Im Inneren des Hauses gab es viele in Weiß gehaltene Flächen mit farbigen Effekten in Gestalt von Glasfenstern, farbigem Holzwerk und dekorativer Malerei dazwischen. Besonders aufwändig waren die reich verschlungenen Jugendstil-Beleuchtungskörper gestaltet.
Der sehenswerte Klubraum diente bis zur Zerstörung als Domizil der Leipziger Architekten. Für die Gestaltung des Musikzimmers gewann Fritz Drechsler 1904 auf der Weltausstellung in St. Louis einen Grand Prix.
Der Maler und Bildhauer Max Klinger war Ehrenmitglied des Künstlervereins. So beging er u. a. seinen 50. und 60. Geburtstag festlich im Künstlerhaus. Seine herausragende Position in der Leipziger Künstlerwelt verdeutlichten zwei Kunstwerke im Gebäude. Im von Carl Seffner geschaffenen Bronzerelief „Eva, Adam den Apfel der Erkenntnis überreichend“ links vom Portals des Hauses trug der Adam Klingers Gesichtszüge. Auch der Sämann auf einem Relief von Johannes Hartmann im Speisesaal hatte das Aussehen Max Klingers.

## Eröffnung
Das Künstlerhaus wurde am 27. Oktober 1900 eingeweiht. Die Adresse des Neubaus war Bosestraße 9, der vor dem Haus befindliche Platz wurde in Platz am Künstlerhaus benannt. Nach dem Tode des Gewandhauskapellmeisters Arthur Nikisch, der an der anderen Seite des Platzes dem Künstlerhaus gegenüber wohnte, erfolgte am 25. Juli 1922 die Umbenennung in Nikischplatz. Damit verbunden war auch die Adressänderung für das Künstlerhaus in Nikischplatz 2.
Zur Eröffnung des Hauses veranstaltete der Architekt Fritz Schumacher eine Festaufführung, in welcher nach dem Largo von Georg Friedrich Händel und einem von Schumacher selbst gedichteten Prolog das Festspiel „Palaeophron und Neoterpe“ von Johann Wolfgang von Goethe aufgeführt wurde, zu dem Schumacher das Bühnenbild entworfen hatte.

## Nutzung
Im Künstlerhaus befanden sich Ateliers, Wohnungen, Klub- und Vereinszimmer sowie Wirtschaftsräume. Im Erdgeschoss lagen die Ausstellungsräume, im ersten Obergeschoss die Fest- und Speisesäle sowie Bibliotheks- und Vorstandszimmer. Neben dem Leipziger Künstlerverein hatten hier die Allgemeine deutsche Kunstgenossenschaft und der Verein der Leipziger Architekten ebenso ihren Sitz wie der Leipziger Künstlerbund, die Leipziger Jahresausstellung und die Allgemeine Deutsche Kunstgenossenschaft.
Außerdem gab es im Haus auch mehrere öffentliche Gasträume, das Restaurant Künstlerhaus, ein Künstlercafé sowie eine Kegelbahn im Erdgeschoss und einen Speisesaal in der ersten Etage. Im Restaurant gab es allabendlich Konzertunterhaltung.
Nach der Eröffnung lebten und arbeiteten mehr als 50 bildende Künstler im Haus. Weitere wohnten im gegenüberliegenden "Märchenhaus" und im umliegenden Viertel. Viele von ihnen vertraten die modernen künstlerischen Strömungen der Zeit.  Bis 1937 war das Haus auch ein Zentrum des Jüdischen Kulturbundes, und der Jüdische Theaterverein spielte hier. Nach der Machtübernahme der Nationalsozialisten  veränderte sich das Leben im Künstlerhaus. Viele Künstler aus seinem Umkreis galten den Nazis als „entartet“.

## Zerstörung

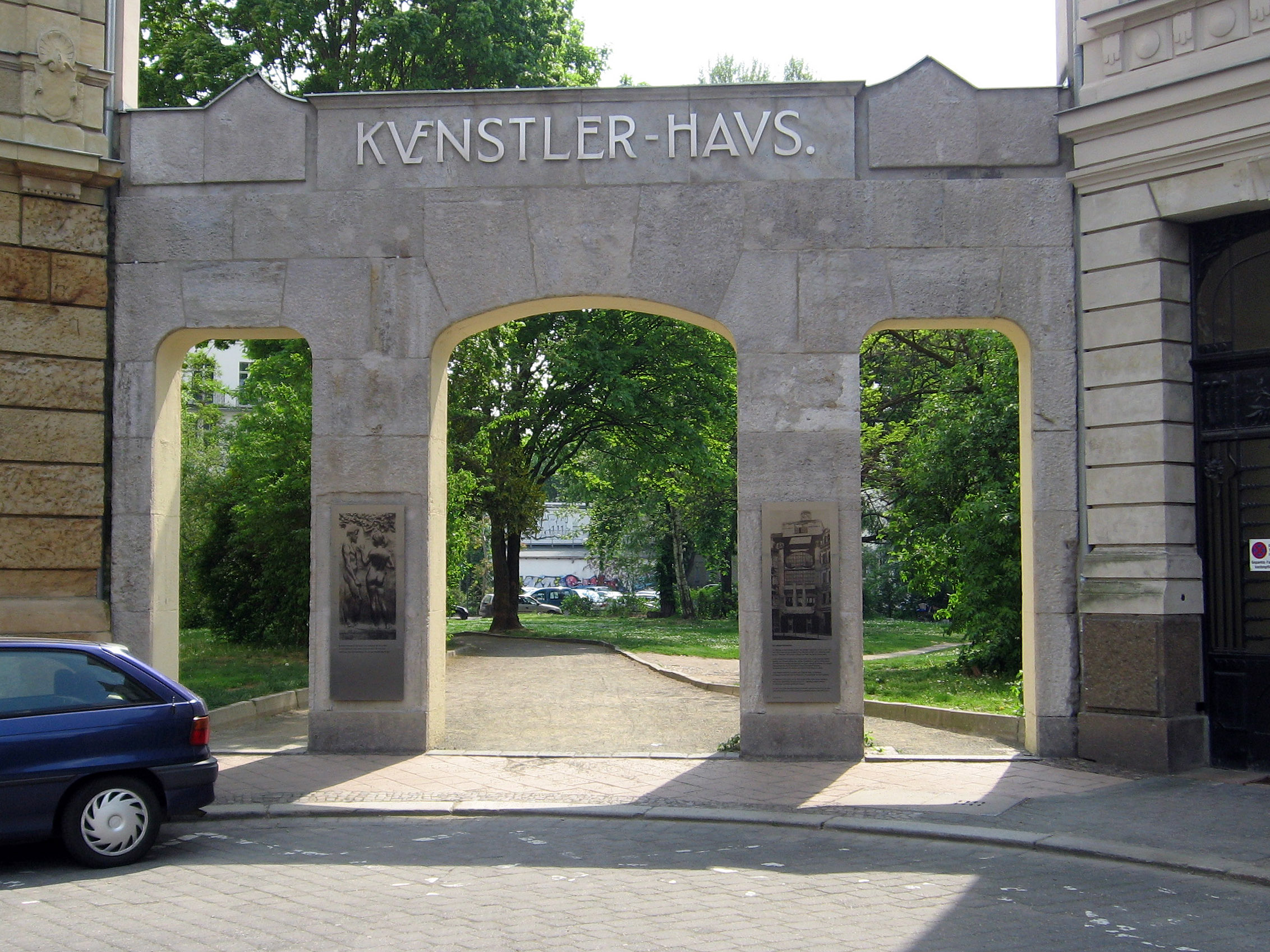
Portal 2013

Das Künstlerhaus wurde durch die Luftangriffe am 4. Dezember 1943 zusammen mit vielen weiteren historischen Gebäuden im Leipziger Stadtzentrum vollständig zerstört.
Im Mai 1951 wurde die Ruine bis auf das noch heute stehende Kalksteinportal am Nikischplatz abgetragen.
Das erhalten gebliebene Portal konnte 2013 mit Spendengeldern saniert und mit dem nachempfundenen historischen Schriftzug „Kuenstler-Haus“ versehen werden. Zwei neue Haustafeln wurden angebracht, deren feierliche Enthüllung am 5. Dezember 2013 stattfand. Außerdem erfolgte die Wiederaufstellung des restaurierten Denkmals. Der vom Bildhauer Hans Zeißig geschaffene Gedenkstein für drei im Ersten Weltkrieg gefallene Künstler zeigt einen von Blitzen getroffenen Pegasos. Der Stein, der im öffentlichen Durchgang zur Zentralstraße stand, blieb bei der Zerstörung des Hauses unbeschädigt.

## Galerie

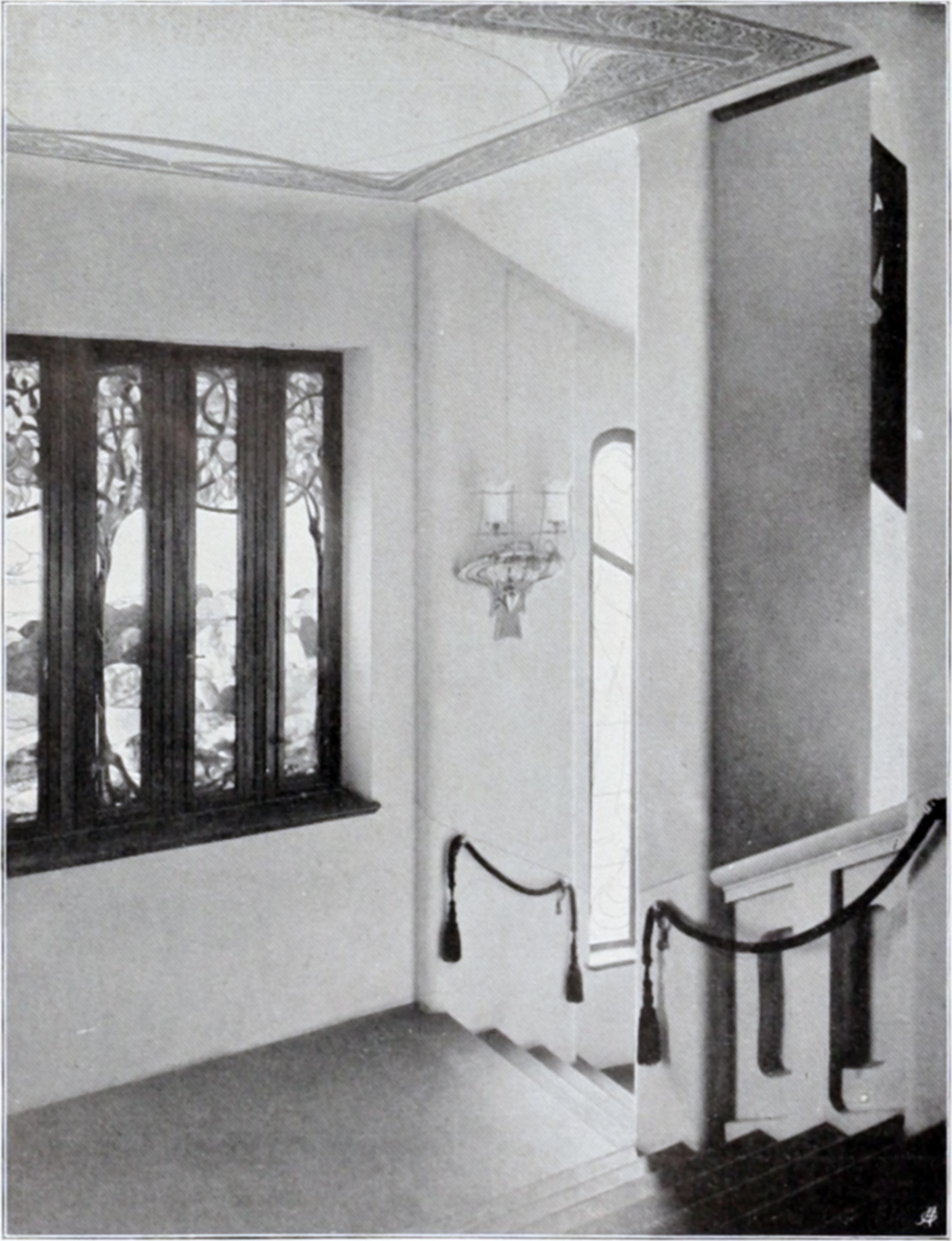
Treppenhaus
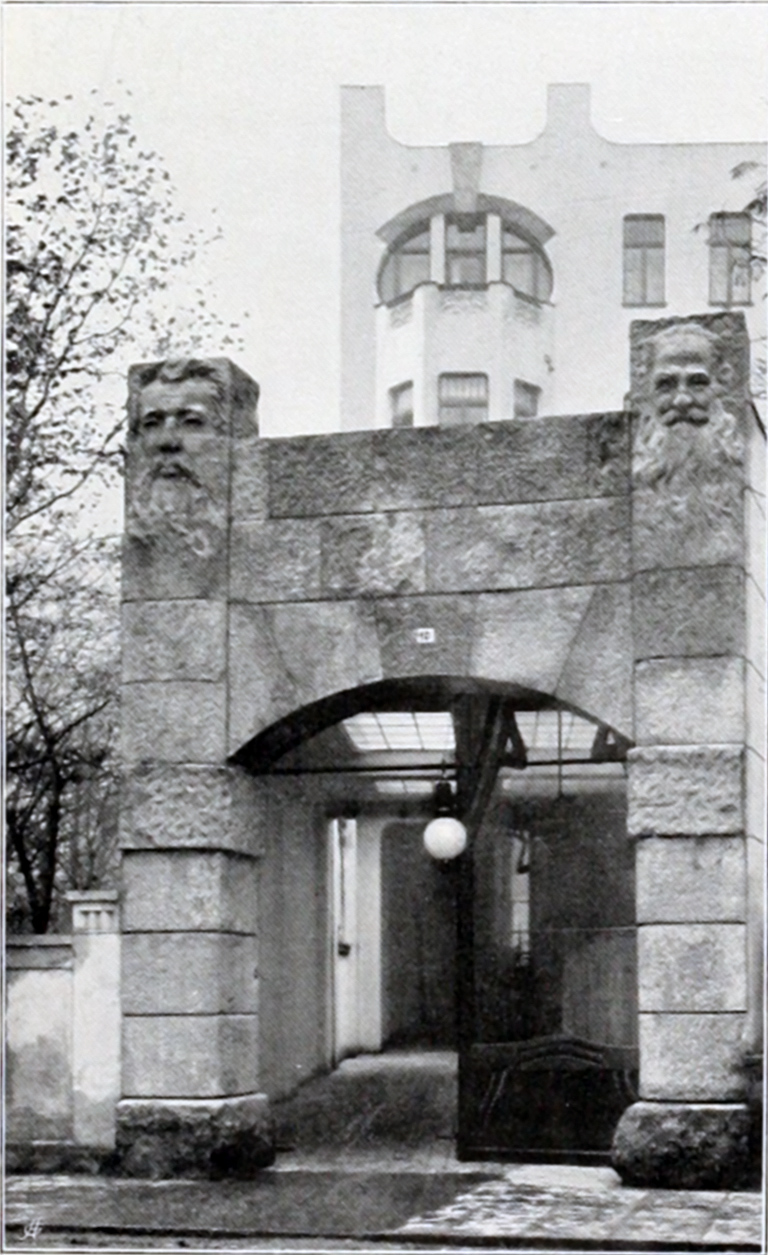
Portal Zentralstraße 10 mit Skulpturen von Johannes Hartmann
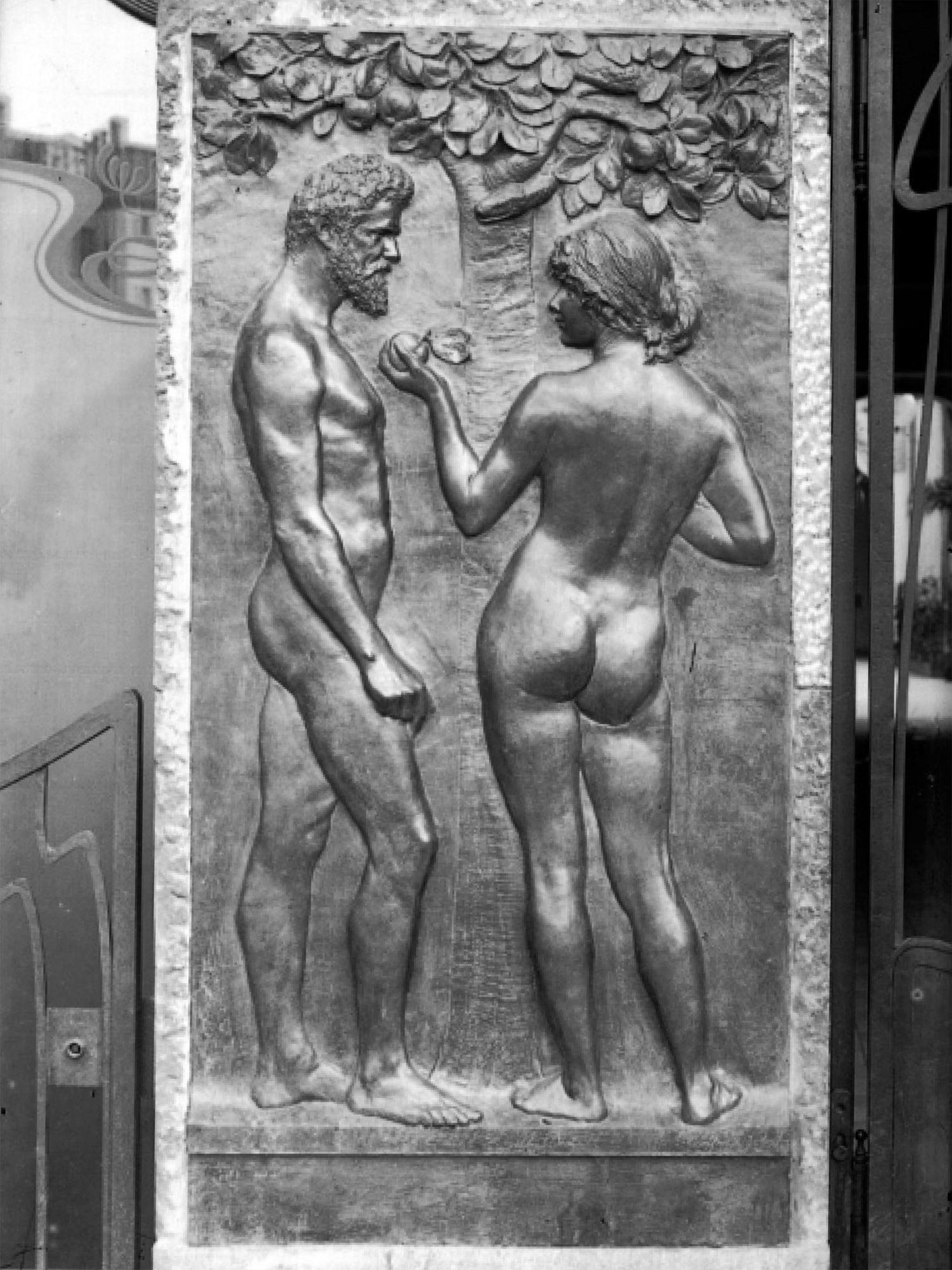
Bronzerelief „Adam und Eva“ von Carl Seffner am Portal, Adam trägt die Züge von Max Klinger
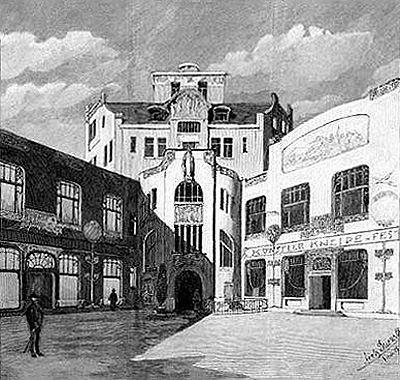
Im Hof, rechts die „Künstler-Kneipe“
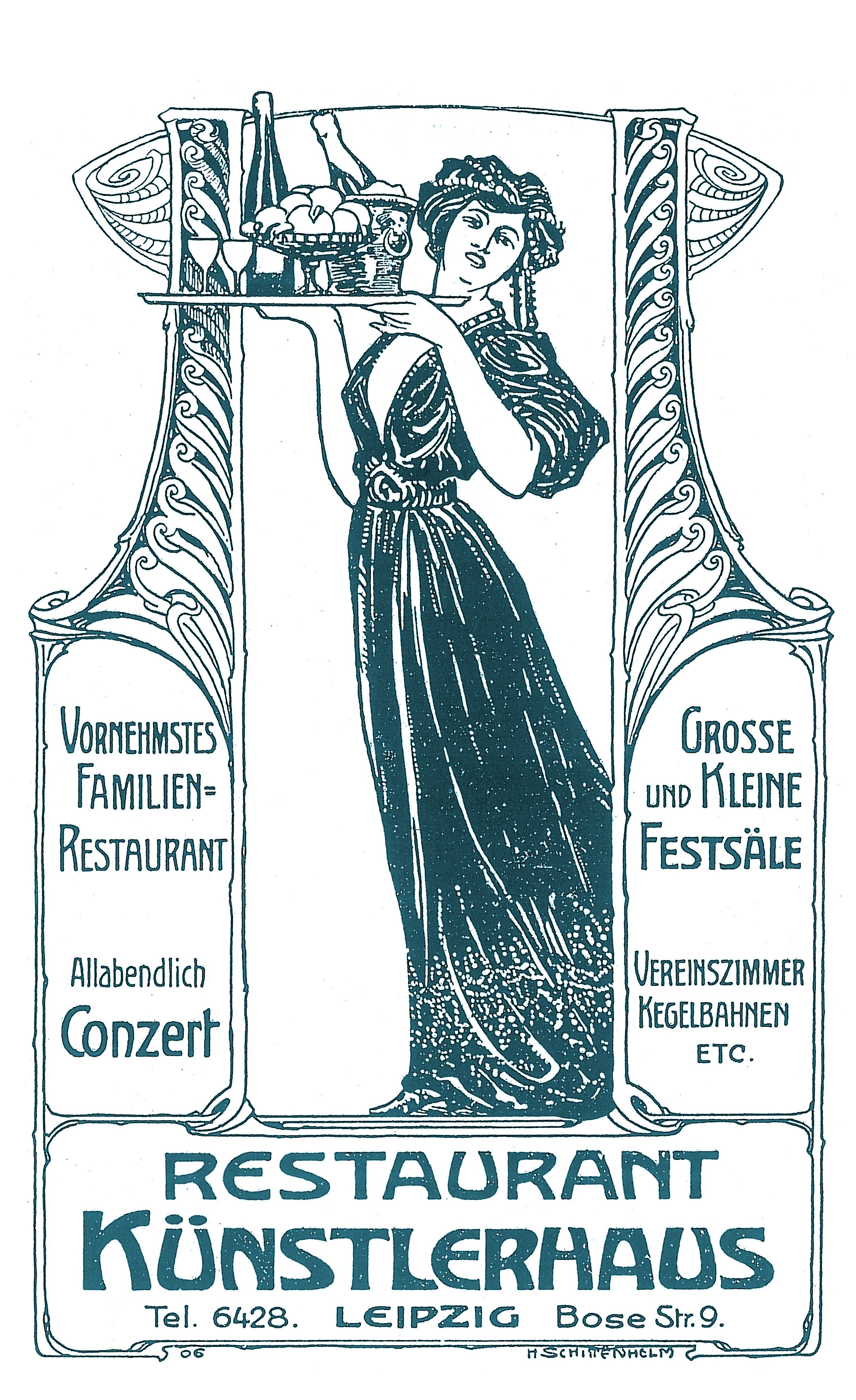
Anzeige des Restaurants im Künstlerhaus (1906)
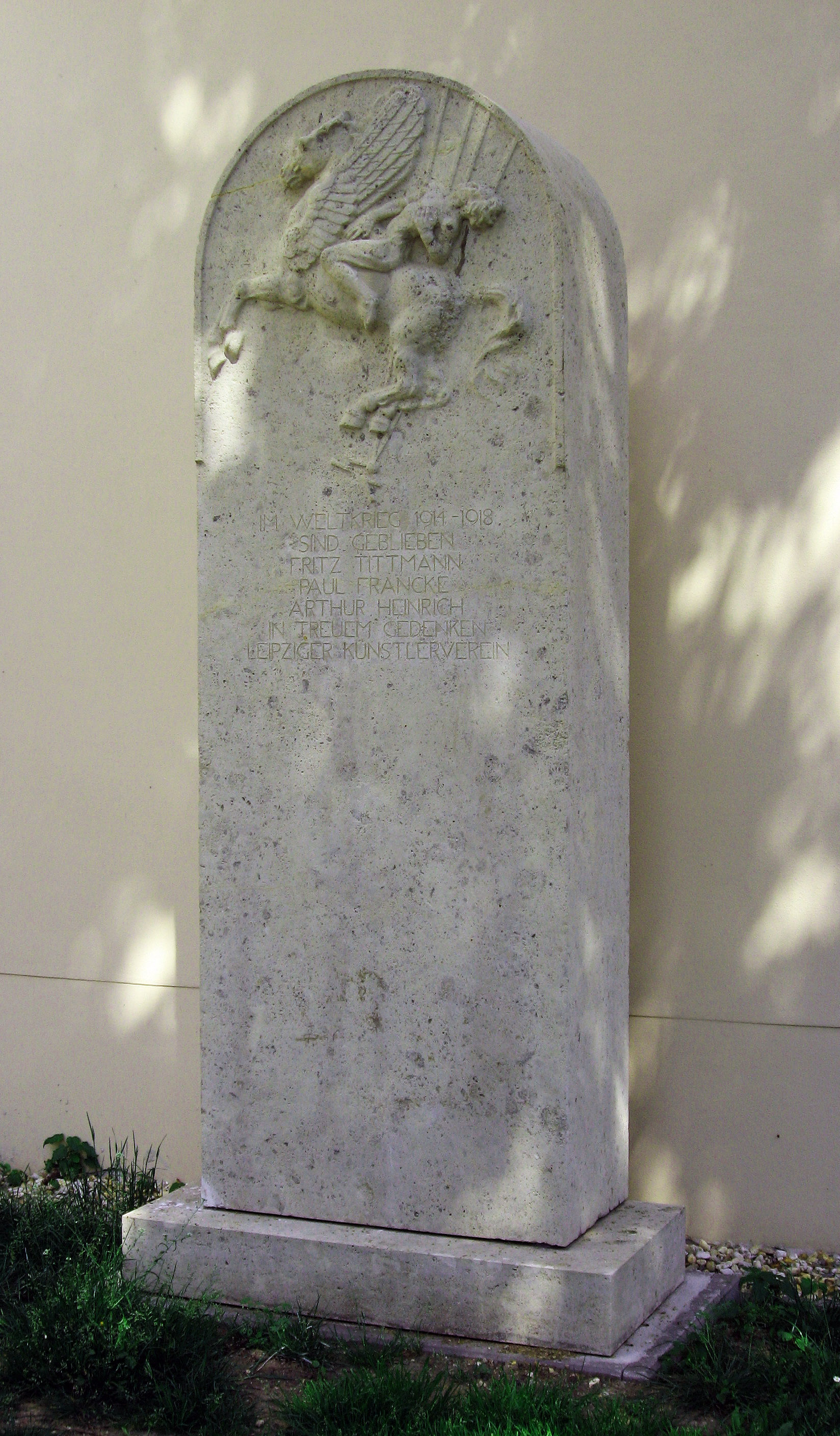
Denkmal für gefallene Künstler

## Ausstellungen zum Künstlerhaus
- 2016: Leipzig, Stadtgeschichtliches Museum ("Vergessene Avantgarde Das Künstlerhaus am Nikischplatz 1900-1943")[10]